# 梅普爾頓 (伊利諾伊州)
梅普爾頓（英語：Mapleton）是一個位於美國伊利諾伊州皮奧里亞縣的城市。

## 地理
梅普爾頓的座標為40°34′22″N 89°43′42″W / 40.57278°N 89.72833°W，而該地的平均海拔高度為143米（即469英尺）。

## 人口
根據2010年美國人口普查的數據，梅普爾頓的面積為2.42平方千米，當中陸地面積為2.42平方千米，而水域面積為0.00平方千米。當地共有人口270人，而人口密度為每平方千米111.57人。